# Цуцкиридзе, Григорий Семёнович
Григорий Семёнович Цуцкиридзе (1895 год, Кутаисский уезд, Кутаисская губерния Российская империя — неизвестно, Орджоникидзевский район, Грузинская ССР) — звеньевой колхоза имени Молотова Орджоникидзевского района, Грузинская ССР. Герой Социалистического Труда (1949).

## Биография
Родился в 1895 году в крестьянской семье в одном из сельских населённых пунктов Кутаисского уезда. Окончил местную начальную школу. Трудился в личном сельском хозяйстве. После начала коллективизации трудился рядовым колхозником в колхозе имени Молотова Орджоникидзевского района (сегодня — Харагаульский муниципалитет). В послевоенные годы возглавлял звено виноградарей в этом же колхозе.
В 1948 году звено под его руководством собрало в среднем с каждого гектара по 76,7 центнера винограда шампанских сортов с участка площадью 3 гектара. Указом Президиума Верховного Совета СССР от 9 августа 1949 года удостоен звания Героя Социалистического Труда за «получение высоких урожаев винограда в 1948 году» с вручением ордена Ленина и золотой медали «Серп и Молот» (№ 4416).
Этим же указом званием Героя Социалистического Труда был награждён труженик колхоза имени Молотова Михаил Онисимович Цуцкиридзе.
За выдающиеся трудовые достижения по итогам 1949 года был награждён вторым Орденом Ленина.
Проживал в Орджоникидзевском районе. Дата его смерти не установлена.
Награды
- Герой Социалистического Труда
- Орден Ленина — дважды (1949; 05.09.1950)